# VMI
VMI (Vendor Managed Inventory, leverantörsstyrda lager) är ett alternativt hanteringssätt av varulager som i vissa fall kan ge en effektivare logistikprocess.
Leverantörsstyrda lager är ett sätt att integrera leverantörer och kunder med varandra för att på så sätt uppnå ett ömsesidigt värdeskapande i försörjningskedjan. Lågvärda artiklar lämpar sig generellt sett bäst för ett VMI-samarbete. Den Amerikanska handelskoncernen Wal-Mart är ett exempel på en organisation som använder VMI.